# Per Buckhøj
Per Peter Niels Buckhøj (* 10. Februar 1902 in Aarhus; † 21. Oktober 1964 in Frederiksberg) war ein dänischer Schauspieler.

## Leben
Per Buckhøj wuchs in Aarhus auf. Nach seinem Schulabschluss absolvierte er von 1920 bis 1923 seine Schauspielausbildung an der Eleveskole des Königlichen Theaters Kopenhagen, wo er als Darsteller auch sein Bühnendebüt hatte. Er wirkte in zahlreichen Theaterstücken mit. Von 1926 bis 1931 war er am Aarhus Teater und anschließend von 1932 bis 1941 war er am Odense Teater als festes Ensemblemitglied engagiert. Von 1937 bis 1959 wirkte Buckhøj als Schauspieler vor der Kamera in mehr als 40 Film-und-Fernsehproduktionen mit. Im Laufe seiner Karriere erhielt er mehrere Auszeichnungen, darunter im Jahr 1953 auch den Bodil als Bester Hauptdarsteller. Er war auch als Drehbuchautor tätig. Aufgrund einer Erkrankung zog er sich im Jahr 1959 aus dem Rampenlicht zurück.
Er war ab dem 1. Mai 1933 bis zu seinem Tod mit der Schauspielerin Henny Lindorff Buckhøj (1902–1979) verheiratet. Aus der Ehe ging ein Sohn hervor, der Schauspieler Jørgen Buckhøj.
Per Buckhøj starb am 21. Oktober 1964 im Alter von 62 Jahren in seinem langjährigen Wohnort Frederiksberg. Seine Grabstätte befindet sich auf dem Mariebjerg-Kirkegard in Gentofte.

## Filmografie (Auswahl)
- 1945: Rote Wiesen
- 1946: Ditte – ein Menschenkind
- 1947: Verflixte Rangen
- 1947: Soldaten und Jenny
- 1953: Adam und Eva
- 1954: Karen, Maren und Mette
- 1958: Die Wikinger